# Saint-Onen-la-Chapelle
Saint-Onen-la-Chapelle (tiếng Breton: Santez-Onenn) là một xã của tỉnh Ille-et-Vilaine, thuộc vùng Bretagne, miền tây bắc nước Pháp.

## Dân số
Người dân ở Saint-Onen-la-Chapelle được gọi là Onenais.
| Năm | 1962 | 1968 | 1975 | 1982 | 1990 | 1999 |
| --- | ---- | ---- | ---- | ---- | ---- | ---- |
| Dân số | 774  | 803  | 762  | 667  | 713  | 784  |
| From the year 1962 on: No double counting—residents of multiple communes (e.g. students and military personnel) are counted only once. |      |      |      |      |      |      |